# Beautiful Day
Beautiful Day è un singolo del gruppo musicale irlandese U2, pubblicato il 9 ottobre 2000 come primo estratto dal decimo album in studio All That You Can't Leave Behind.
È stato un notevole successo commerciale, che ha aiutato anche l'album ad ottenere diversi dischi di platino, ed è ad oggi uno dei brani di maggior successo degli U2. È stato il loro quarto singolo al numero 1 nel Regno Unito ed ha raggiunto la vetta delle classifiche di molti altri paesi. Il brano ha trionfato ai Grammy Awards 2001 in tre categorie: Registrazione dell'anno, Canzone dell'anno e Miglior performance rock di un duo o un gruppo.

## Descrizione
Beautiful Day venne composta in diversi fasi, prendendo forma da una composizione intitolata Always (successivamente pubblicata come lato B) che la band aveva provato agli Hanover Quay Studio. Tuttavia, gli U2 non erano completamente soddisfatti, come riferito dal chitarrista The Edge. Quando Bono arrivò con il testo di Beautiful Day, la canzone prese una direzione differente. Il coro di sottofondo eseguito da Edge fu improvvisato in studio una sera con il produttore Daniel Lanois.
Durante le fasi di lavorazione dell'album All That You Can't Leave Behind, la band decise di prendere le distanze dallo sperimentalismo degli anni novanta con la musica elettronica in favore di un "ritorno al tradizionale sound U2". Ciò portò a dei dissidi interni alla band quando The Edge si mise a suonare sul pezzo utilizzando la sua chitarra Gibson Explorer come ai tempi di War (1983). Bono era particolarmente restio a rispolverare quelle sonorità, ma alla fine fu Edge ad avere la meglio. Sebbene il gruppo fosse alla ricerca di sonorità più scarne e rock, uno dei momenti più caratteristici della canzone si ebbe quando il produttore Brian Eno aggiunse agli accordi una beat box e una parte d'archi al sintetizzatore all'inizio del brano.
Il missaggio audio della canzone si rivelò problematico, prolungandosi per due settimane. Furono apportati diversi cambiamenti; Bono aggiunse una parte di chitarra così da raddoppiare la linea di basso, modifica che "solidificò il tutto", secondo The Edge. Inoltre, Edge cambiò la linea di basso del ritornello e convertì un'idea di Bono alla tastiera in una parte di chitarra che aggiunse "un tocco di pessimismo" così da bilanciare l'ottimismo del brano.

## Video musicale
Il videoclip è interamente girato all'aeroporto di Parigi Charles de Gaulle, dove si vede il gruppo girare per buona parte dell'aeroporto e infine suonare su una pista con aerei che partono e atterrano alle loro spalle dopo averli sorvolati.
Un video alternativo per la canzone girato ad Èze in Francia è stato incluso nel DVD The Best of 1990-2000 ed in U218 Videos. Un mese prima dell'uscita dell'album, una versione dal vivo di "Beautiful Day" è stata girata a Dublino sul tetto dell'hotel The Clarence, ed è stato compreso fra i bonus del DVD Elevation 2001: Live from Boston.

## Tracce
Testi e musiche di Bono, The Edge, Adam Clayton e Larry Mullen.
1. Beautiful Day – 4:06
2. Summer Rain – 4:06
3. Always – 3:46

## Formazione
Gruppo
- Bono – voce
- The Edge – chitarra, cori
- Adam Clayton – basso
- Larry Mullen Jr. – batteria

Altri musicisti
- Brian Eno – sintetizzatore

## Classifiche
| Classifica (2000)               | Posizione massima |
| ------------------------------- | ----------------- |
| Australia                       | 1                 |
| Austria                         | 7                 |
| Belgio (Fiandre)                | 8                 |
| Belgio (Vallonia)               | 6                 |
| Canada                          | 1                 |
| Danimarca                       | 2                 |
| Europa                          | 1                 |
| Finlandia                       | 1                 |
| Francia                         | 17                |
| Germania                        | 7                 |
| Irlanda                         | 1                 |
| Italia                          | 1                 |
| Norvegia                        | 1                 |
| Nuova Zelanda                   | 7                 |
| Paesi Bassi                     | 1                 |
| Portogallo                      | 1                 |
| Regno Unito                     | 1                 |
| Spagna                          | 1                 |
| Stati Uniti                     | 21                |
| Stati Uniti (adult alternative) | 1                 |
| Stati Uniti (alternative)       | 5                 |
| Stati Uniti (dance club)        | 1                 |
| Stati Uniti (mainstream rock)   | 14                |
| Stati Uniti (pop)               | 19                |
| Svezia                          | 7                 |
| Svizzera                        | 6                 |